# Antônio Nunes
Antônio Nunes mais conhecido como Lico (Imbituba, 9 de agosto de 1951), é um ex-futebolista e ex-treinador brasileiro que atuava como meia ou atacante. Atualmente, vive em sua terra natal e é treinador de um time amador local.

## Carreira

### Como jogador
Nascido em Santa Catarina, Lico começou sua carreira profissional no América de Joinville, em 1970.  Dois anos mais tarde, foi emprestado ao Grêmio (reserva por seis meses em 1973) e, em seguida, retornou ao futebol catarinense, atuando por Figueirense, Marcílio Dias, Avaí e Joinville. Pelo Tricolor, o ex-ponta-esquerda foi bicampeão estadual, desempenhando um grande futebol. Virou ídolo da torcida.
Em 1980, Lico se mudou para o Rio de Janeiro, onde foi jogar pelo Flamengo. Ele chegaria ao Rubro-Negro através de Cláudio Coutinho para ser um substituto de Zico; quando este não pudesse jogar, Lico entraria. Lico não vingou de imediato. Fez esporádicas aparições no Campeonato Carioca daquele ano, em sua maioria vindo do banco. E voltou ao Joinville, emprestado no começo de 1981. Retornou à Gávea em maio, e teve a felicidade de atuar ao lado de craques como Zico, Leandro, Andrade, Júnior e Adílio, fazendo parte equipe rubro-negra campeã da Copa Libertadores da América e da Copa Intercontinental de 1981. Em vários momentos daquela geração Lico foi um titular com papel importante quer seja fazendo gols ou gerando oportunidades de gol com cruzamentos, tabelas e deslocamentos em velocidade pelas laterais ou pelo meio.
Após duas cirurgias no joelho, Lico se viu obrigado a encerrar a carreira em 1984 aos 33 anos.
| “ | Na época, eu tinha propostas de alguns clubes, entre eles o São Paulo. Mas não pude continuar. | ” |

### Como treinador
Depois da aposentadoria nos gramados, Lico alternou projetos no futebol, ora como treinador, ora como diretor ou supervisor técnico, sempre em clubes do Sul, como o Londrina e o Avaí. Também foi gerente de futebol no Joinville.

## Estatísticas
Até 6 de fevereiro de 1990.

### Como jogador

#### Clubes
| Clube             | Temporada         | Campeonato nacional | Campeonato nacional | Campeonato nacional | Copa nacional[a] | Copa nacional[a] | Copa nacional[a] | Competições continentais[b] | Competições continentais[b] | Competições continentais[b] | Outros torneios[c] | Outros torneios[c] | Outros torneios[c] | Total | Total | Total   |
| Clube             | Temporada         | Jogos               | Gols                | Assist.             | Jogos            | Gols             | Assist.          | Jogos                       | Gols                        | Assist.                     | Jogos              | Gols               | Assist.            | Jogos | Gols  | Assist. |
| ----------------- | ----------------- | ------------------- | ------------------- | ------------------- | ---------------- | ---------------- | ---------------- | --------------------------- | --------------------------- | --------------------------- | ------------------ | ------------------ | ------------------ | ----- | ----- | ------- |
| Flamengo          | 1980              | —                   | —                   | —                   | —                | —                | —                | —                           | —                           | —                           | 7                  | 0                  | 0                  | 7     | 0     | 0       |
| Flamengo          | Total             | 0                   | 0                   | 0                   | 0                | 0                | 0                | 0                           | 0                           | 0                           | 7                  | 0                  | 0                  | 7     | 0     | 0       |
| Flamengo          | 1981              | 0                   | 0                   | 0                   | —                | —                | —                | 6                           | 0                           | 1                           | 13                 | 5                  | 1                  | 19    | 5     | 2       |
| Flamengo          | 1982              | 19                  | 2                   | 2                   | —                | —                | —                | 4                           | 1                           | 1                           | 34                 | 5                  | 2                  | 57    | 8     | 5       |
| Flamengo          | 1983              | 9                   | 2                   | 1                   | —                | —                | —                | 1                           | 0                           | 0                           | 9                  | 1                  | 0                  | 19    | 3     | 1       |
| Flamengo          | 1984              | 14                  | 0                   | 0                   | —                | —                | —                | 7                           | 1                           | 2                           | 5                  | 0                  | 0                  | 26    | 1     | 2       |
| Flamengo          | Total             | 42                  | 4                   | 3                   | 0                | 0                | 0                | 18                          | 2                           | 4                           | 61                 | 11                 | 3                  | 121   | 17    | 10      |
| Flamengo          | 1990              | —                   | —                   | —                   | —                | —                | —                | —                           | —                           | —                           | 1                  | 0                  | 0                  | 1     | 0     | 0       |
| Flamengo          | Total             | 0                   | 0                   | 0                   | 0                | 0                | 0                | 0                           | 0                           | 0                           | 1                  | 0                  | 0                  | 1     | 0     | 0       |
| Total na carreira | Total na carreira | 42                  | 4                   | 3                   | 0                | 0                | 0                | 18                          | 2                           | 4                           | 62                 | 11                 | 0                  | 129   | 17    | 10      |

- a. ^ Jogos da Copa do Brasil
- b. ^ Jogos da Copa Libertadores da América
- c. ^ Jogos do Troféu Cidade de Santander, Campeonato Carioca, Copa Intercontinental e Amistoso

|          | Data                   | Local                               | Resultado | Adversário        | Gols | Assist. | Competição                           |
| -------- | ---------------------- | ----------------------------------- | --------- | ----------------- | ---- | ------- | ------------------------------------ |
| Flamengo |                        |                                     |           |                   |      |         |                                      |
|          | 2 de outubro de 1981   | Pascual Guerrero, Cáli, Colômbia    | 1–0       | Deportivo Cali    | 0    | 0       | Copa Libertadores da América de 1981 |
|          | 13 de outubro de 1981  | Félix Capriles, Cochabamba, Bolívia | 2–1       | Jorge Wilstermann | 0    | 1       | Copa Libertadores da América de 1981 |
|          | 28 de outubro de 1981  | Maracanã, Rio de Janeiro, Brasil    | 4–1       | Jorge Wilstermann | 0    | 0       | Copa Libertadores da América de 1981 |
|          | 13 de novembro de 1981 | Maracanã, Rio de Janeiro, Brasil    | 2–1       | Cobreloa          | 0    | 0       | Copa Libertadores da América de 1981 |
|          | 20 de novembro de 1981 | Estádio Nacional, Santiago, Chile   | 0–1       | Cobreloa          | 0    | 0       | Copa Libertadores da América de 1981 |
|          | 13 de dezembro de 1981 | Estádio Nacional, Tóquio, Japão     | 3–0       | Liverpool         | 0    | 0       | Copa Europeia/Sul-Americana de 1981  |

### Como treinador

#### Clubes
| Clube             | Temporada         | Campeonato nacional | Campeonato nacional | Campeonato nacional | Campeonato nacional | Copa nacional[a] | Copa nacional[a] | Copa nacional[a] | Copa nacional[a] | Competições continentais[b] | Competições continentais[b] | Competições continentais[b] | Competições continentais[b] | Outros torneios[c] | Outros torneios[c] | Outros torneios[c] | Outros torneios[c] | Total | Total | Total | Total | Total |
| Clube             | Temporada         | J                   | V                   | E                   | D                   | J                | V                | E                | D                | J                           | V                           | E                           | D                           | J                  | V                  | E                  | D                  | J     | V     | E     | D     | A     |
| ----------------- | ----------------- | ------------------- | ------------------- | ------------------- | ------------------- | ---------------- | ---------------- | ---------------- | ---------------- | --------------------------- | --------------------------- | --------------------------- | --------------------------- | ------------------ | ------------------ | ------------------ | ------------------ | ----- | ----- | ----- | ----- | ----- |
| Avaí              | 1989              | —                   | —                   | —                   | —                   | —                | —                | —                | —                | —                           | —                           | —                           | —                           | 24                 | 9                  | 7                  | 8                  | 24    | 9     | 7     | 8     | 47,2% |
| Avaí              | Total             | 0                   | 0                   | 0                   | 0                   | 0                | 0                | 0                | 0                | 0                           | 0                           | 0                           | 0                           | 24                 | 9                  | 7                  | 8                  | 24    | 9     | 7     | 8     | 47,2% |
| Total na carreira | Total na carreira | 0                   | 0                   | 0                   | 0                   | 0                | 0                | 0                | 0                | 0                           | 0                           | 0                           | 0                           | 24                 | 9                  | 7                  | 8                  | 24    | 9     | 7     | 8     | 47,2% |

- a. ^ Jogos da Copa do Brasil
- b. ^ Jogos da Copa Sul-Americana
- c. ^ Jogos do Campeonato Catarinense

## Títulos
Figueirense
- Campeonato Catarinense: 1974

Joinville
- Campeonato Catarinense: 1979, 1980

Flamengo
- Copa Intercontinental: 1981
- Copa Libertadores da América: 1981
- Campeonato Brasileiro: 1982, 1983
- Campeonato Carioca: 1981
- Taça Guanabara: 1981, 1982, 1984
- Taça Rio: 1983
- Troféu Cidade de Santander: 1980